# ورخنی ویستسک
ورخنی ویستسک (به لاتین: Verkhnye Vysotske) یک روستا در اوکراین است که در استان لووف واقع شده‌است.

## خصوصیات
ورخنی ویستسک ۲٬۱۱۸ نفر جمعیت دارد و ۶۵۱ متر بالاتر از سطح دریا واقع شده‌است.

## نگارخانه

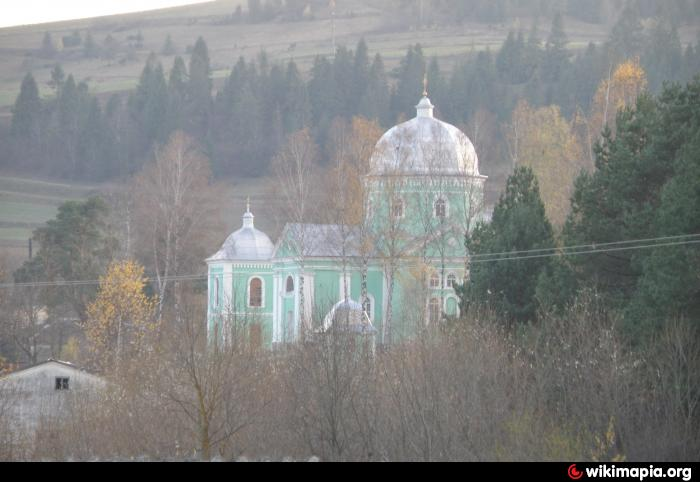
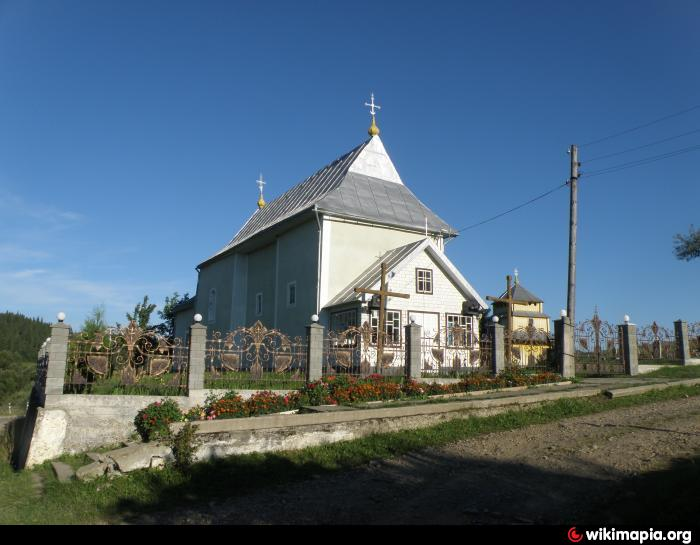